# Bunodosoma granulifera
Bunodosoma granulifera is een zeeanemonensoort uit de familie Actiniidae.
Bunodosoma granulifera is voor het eerst wetenschappelijk beschreven door Lesueur in 1817.